# Mark Brian Mathew
Mark Brian Mathew (* 16. Juli 1962 in London) ist ein anglo-deutscher Filmemacher und Autor.

## Leben
Als Sohn eines britischen Vaters und einer deutschen Mutter, aufgewachsen in Osnabrück, zog Mark B. Mathew 1984 nach London. In der britischen Filmmetropole konnte er, vermittelt durch den Schauspieler Peter Dean, bei John Davies und Rob Smith (Frontroom Productions) als Assistent das Handwerkszeug im Filmgeschäft erlernen.
1995 stieg er aus der Unterhaltungsindustrie aus und kehrte nach Osnabrück zurück. Erst durch seine Tochter Abigail (* 2002), die über ein Schulprojekt 2015 den Dokumentationsfilm Flucht 1937 mit Unterstützung ihres Vaters erstellte, begann Mathew erneut mit dem Filmemachen, dieses Mal jedoch ausschließlich als Berufung und ehrenamtlich. Die neuen Filmprojekte sind Non-Budget-Movies. Mathew ist überzeugt, dass die künstlerische Qualität eines Filmes sich verdichten kann, wenn die Beteiligten sich kreativ bei Darstellung und Gestaltung einbringen. Das Filmteam um Mark B. Mathew hat sich deshalb den Eigennamen „FILMENTHUSIASTEN – Mark & Friends“ gegeben.

## Filmografie
- 1981: They Always Lose (Krimi, 90 Minuten, Super 8)
- 1982: Menschen wie Du und ich (Satire, 90 Minuten, VHS)
- 1983: Utopia (Drama, 90 Minuten, 115 Minuten, VHS)
- 1984: Ursula and Glenys (Regie: John Davies, Drama, 54 Minuten, TV-Film)
- 1984: Intimate Strangers (Regie: Rob Smith, Drama, 60 Minuten, TV-Film)
- 1986: Lulu (Drama, 30 Minuten, TV Tape)
- 2020: Der schwarze Obelisk (Doku-Schauspiel, 112 Minuten)
- 2022: Lebenswerkstatt – 33 Kurzporträts aus Osnabrück, anlässlich des 75-jährigen Jubiläums des Landes Niedersachsen (Dokumentation, 98 Minuten)
- 2022: De loop de haase – Der Lauf der Hase und die Zeit im Fluss (Regie: Mark B. Mathew und Eva Berger, Doku-Schauspiel, 75 Minuten)
- 2023: Wer war Arthur Conan Doyle? (Doku-Schauspiel, 95 Minuten)[6]

## Werke
- Europa Express, Norderstedt 2001, ISBN 978-3-8311-1931-8
- Cosmopolitan Blues, Norderstedt 2001, ISBN 978-3-8311-1930-1